# Jarrin Solomon
Jarrin Solomon (* 11. Januar 1986 in Albuquerque, Vereinigte Staaten) ist ein Sprinter aus Trinidad und Tobago, der sich auf den 400-Meter-Lauf spezialisiert hat.
2012 gewann er mit der Mannschaft seines Landes in der 4-mal-400-Meter-Staffel jeweils Bronze bei den Hallenweltmeisterschaften in Doha und bei den Olympischen Spielen in London.
Im Jahr darauf wurde er sowohl im Einzelbewerb wie auch in der Staffel Zentralamerika- und Karibikmeister. Bei den Weltmeisterschaften 2013 in Moskau erreichte er über 400 Meter das Halbfinale und belegte mit der trinidadischen Stafette den sechsten Platz.
Sein Vater Mike Solomon war ebenfalls auf der 400-Meter-Strecke erfolgreich.

## Persönliche Bestzeiten
- 400 m: 45,19 s, 11. August 2013, Moskau
  - Halle: 46,23 s, 16. Februar 2013, Albuquerque